# BURNING OATH
BURNING OATH（バーニング・オース）は2012年にANTHEMがリリースした、2001年の再結成後7枚目、通算14枚目のアルバム。

## 概要
ユニバーサルミュージック移籍後にリリースされた初アルバム。特典DVD付初回限定盤と通常盤の2形態で発売。SHM-CD仕様。
先行シングルとして「Evil One」が2012年9月26日にリリース。本作及び、本作を携えたツアーを終えた後、坂本はバンドを再び脱退している。

## 収録内容
CD
全作詞・特記以外作曲：柴田直人　8,11,12作曲：清水昭男
1. EVIL ONE
2. UNBROKEN SIGN
3. OVERTURE（Instrumental）
4. ON AND ON
5. GET AWAY
6. STRUGGLE ACTION
7. GHOST IN THE FLAME
8. DOUBLE HELIX（Instrumental）
9. FACE THE CORE
10. LIFE AND CRIME
11. DANCE ALONE

DVD
1. EVIL ONE ＜VIDEO＞
2. BAND INTERVIEW
3. MAKING THE RECORDINGS

## 参加メンバー
- 柴田直人：ベース、作詞、作曲
- 坂本英三：ボーカル
- 清水昭男：ギター、作曲
- 本間大嗣：ドラム※M6のみ参加
- 田丸勇：ドラム（本間大嗣が長期休養のためのサポート・ドラマー）